# Copa del Océano Índico 2005
La Copa del Océano Índico 2005 fue la segunda edición del torneo clasificatorio de los equipos de los territorios de ultramar de Francia en África del Sur para definir a un representante para la Copa de Campeones de Ultramar a jugarse en Francia.
El AS Sada de Mayotte venció al campeón defensor US Stade Tamponnaise para ser campeón del torneo por primera vez.

## Resultados

### Ida
| 5 de mayo de 2005 | US Stade Tamponnaise | 0:2 | AS Sada                             | Stade de Kavani, Kavani |  |
|                   | Songoro              |     | Aboubakar 16' · Mahadali 60' (pen.) |                         |  |

### Vuelta
| 7 de mayo de 2005                    | AS Sada | 0:1 | US Stade Tamponnaise | Stade de Kavani, Kavani |  |
|                                      |         |     | Goliris 80'          |                         |  |
| AS Sada gana 2-1 el marcador global. |         |     |                      |                         |  |

## Campeón
| Copa del Océano Índico 2005 |
| --------------------------- |
| Bandera de Mayotte          |
| AS Sada 1.er título         |